# Sunsundegui
Sunsundegui — виробник автобусів з Іспанії.

## Історія
Компанія була заснована Хосе Сунсундегі в 1944 році в місті Ірун в Країні Басків. Спочатку підприємство спеціалізувалося на будівництві й ремонті залізничних вагонів. Через 12 років, у 1956 році, компанія переїхала в місто Альцасу (провінція Наварра). Залізничні вагони компанія виробляла аж до 1980-х рр. Перший автобус був побудований в 1987 році.
У 2019 році Sunsundegui випустила 462 автобуси; до 2022 року експорт до інших країн становив 86% від загального обсягу виробництва Sunsundegui. У травні 2022 року Sunsundegui отримала кредит у розмірі 8,9 млн євро від уряду провінції Наварра після того, як пережила пандемію COVID-19 через зниження попиту на нові транспортні засоби. До пандемії в компанії Sunsundegui працювало 550 осіб; до березня 2022 року їхня кількість скоротилася до 250, хоча були плани розпочати новий набір персоналу. Після отримання кредиту Sunsundegui оголосила про намір розпочати виробництво електромобілів з 2024 року.

## Продукція
Компанія випускає міські, міжміські, туристичні автобуси довжиною від 12 до 15 метрів. Кузови власного виробництва, а шасі використовуються найрізноманітніших фірм — MAN, Mercedes-Benz, Iveco, VDL, Scania, Volvo.
Автобуси Sunsundegui крім Іспанії, експортуються також в Англію, Португалію, Німеччину та інші країни.
Однією з останніх новинок фірми є 12,7-метровий автобус з високим дахом Sideral 2000, який має 52 місця для сидіння.
Інша модель, розроблена Sunsundegui — приміський напівнизькопольний автобус Astral, на шасі Volvo B7R LE. Він може бути як в 12-метровій версії, так і зчленованим, з довжиною 18,75 метра.